# Sophia Serseri
Sophia Serseri est une gymnaste artistique française, née le 1er décembre 1995 à Chenôve.
Sociétaire de l'ADG21 (Alliance Dijon Gym 21), elle a participé aux Jeux olympiques de Londres en 2012.

## Biographie
Sophia Serseri a commencé la gymnastique à l'âge de 4 ans à l'UGD21 (Union gymnique Dijon 21) ensuite à l'âge de 10 ans, Sophia rejoint l'ADG21 (Alliance Dijon Gym 21) se lance dans le haut-niveau et intègre une filière sport-études. Un peu plus tard, Sophia intégrera le pôle espoir de Dijon et fera ses premiers pas en équipe de France Juniors en 2008 à l'âge de 13 ans. 
En 2009, elle enchaîne les compétitions avec l'équipe de France Juniors et parvient même à atteindre une finale sol lors des Gymnasiades au Qatar. Septembre 2009, à 14 ans Sophia quitte son domicile dijonnais pour rejoindre le Pôle France INSEP à Paris.
En 2010, Sophia participe à sa première grande compétition internationale, les Championnats d'Europe Juniors à Birmingham où elle prend la 4e place par équipe et la 8e au saut de cheval. Quelques mois plus tard, Sophia devient vice-championne de France par équipe avec son club. Pour clore sa saison 2010, Sophia est sélectionnée pour être l'unique représentante française en gymnastique aux Jeux olympiques de la jeunesse à Singapour, elle n'a alors que 14 ans et se trouve être la plus jeune gymnaste de toute la compétition. Elle se classera 28e.
En 2011 Sophia fait ses débuts en senior. En février participe à un stage aux États-Unis et à la fin de son stage, elle participera à une célèbre compétition américaine, la Woga Classic, elle se classera 11e de sa catégorie. Ensuite en mars, Sophia participe à la coupe du monde de Cottbus en Allemagne où elle parvient à se qualifier en finale Poutre et sol, elle prendra la 5e place au sol et la 8e à la Poutre. En mai, lors des championnats de France Élite à Toulouse Sophia prend la 4e place du concours général et la médaille de bronze au Saut de cheval.
En octobre 2011, Sophia Serseri est sélectionnée pour participer à ses premiers championnat du monde à Tokyo qualificatif pour les Jeux olympiques de Londres 2012. Malheureusement seules les 8 premières nations sont qualifiées directement, la France termine 10e et devra passer par le rattrapage lors des Test Events. En janvier 2012, Sophia est de nouveau sélectionné dans l'équipe de France pour les Test-Event, où la France parviendra à se qualifier pour les Jeux olympiques de Londres en prenant la médaille de bronze.
En mai 2012, Sophia participe au championnat d'Europe 2012 à Bruxelles en Belgique. La France prendra la 5e place par équipe. Un mois plus tard, Sophia Serseri participe au championnat de France Élite à Nantes où elle prend la médaille de bronze au concours général et au sol. Grâce à ses belles performances, le comité olympique lui offre son billet pour aller représenter la France aux Jeux olympiques de Londres en 2012 à tout juste 16 ans.
Sophia Serseri annonce qu'après les Jeux olympiques, elle mettra un terme à sa carrière sportive, considérant qu'elle a fait le maximum de ce qu'elle pouvait et que terminer sur les Jeux olympiques serait une belle fin.
Quelques semaines avant les Jeux olympiques de Londres, Sophia Serseri se tord la cheville ; malgré sa blessure, elle va aux Jeux olympiques mais elle est engagée seulement sur deux agrès (sol et saut de cheval) et elle termine 11e par équipe.
Quelque temps après les Jeux olympiques, Sophia Serseri décide de revenir sur sa décision de prendre sa "retraite gymnique". En effet la gymnaste a décidé de poursuivre sa carrière mais uniquement au niveau national. Sophia Serseri sera présente pour aider son club lors des grands championnats.
Fin mai 2013, Sophia Serseri participe au championnat de France de Division nationale avec son club de l'Alliance Dijon Gym 21 et termine 1re de la DN2.
En 2014, Sophia Serseri commence progressivement à disparaître des plateaux de compétitions. Elle participe à sa dernière compétition en mai 2014 lors des championnats de France de Division nationale où elle termine 1re de la DN1 avec son club de Dijon. Après cette compétition, Sophia Serseri décide de mettre un terme à sa carrière de gymnaste.

## Palmarès

### Jeux olympiques
- Londres 2012
  - 11e au concours par équipes

### Championnats du monde
- Tokyo 2011
  - 10e au concours par équipes

### Championnats d'Europe
- Birmingham 2010
  - 4eau concours par équipes
  - 8e au saut de cheval

- Bruxelles 2012
  - 5e au concours par équipes

### Coupe du monde
- Cottbus 2011
  - 5e au sol.
  - 8e à la poutre.

### Championnats de France
- Nantes 2008 (Division nationale 1)
  -  médaille d'or au concours par équipes

- Eaubonne 2008 (Intercomités)
  -  médaille de bronze au concours par équipes

- Liévin 2009 (Division nationale 1)
  -  médaille d'or au concours par équipes

- Liévin 2009 (Juniors)
  - 7e au concours général

- Albertville 2010 (Division nationale 1)
  -  médaille d’argent au concours par équipes

- Toulouse 2011 (Division nationale 1)
  -  médaille d'or au concours par équipes

- Toulouse 2011 (Élite)
  -  médaille de bronze au saut de cheval
  - 4e au concours général

- Nantes 2012 (Élite)
  -  médaille de bronze au concours général
  -  médaille de bronze au sol

- Oyonnax 2013 (Division nationale 2)
  -  médaille d'or par équipe

### Coupes nationales
- Bourges 2009
  - 9e au concours général

- La Madeleine 2010
  - 6e au concours général

### Autres
- Jeux olympiques de la jeunesse 2010
  - 28e au concours général
  - 20e au saut de cheval
  - 28e à la poutre
  - 22e au sol
  - 31e aux barres asyémtrique

- Test Event 2012 (qualifications pour les JO de Londres)
  -  médaille de bronze au concours par équipes